# Formigueret muntanyenc
El formigueret muntanyenc (Formicivora serrana) és una espècie d'ocell de la família dels tamnofílids (Thamnophilidae) que habita boscos i matolls de les serres de les terres baixes al sud-est del Brasil.